# Ester Callersten
Ester Valborg Emilia Callersten, född 5 juli 1902 i Mörlunda, Kalmar län, död där 18 juni 1993, var en svensk lärare och sångtextförfattare. 
Till Callerstens mest kända visor hör Nisse tänker sjöman bli, vilken bland annat ingår i den klassiska barnvisesamlingen Nu ska vi sjunga och även förekom i Astrid Lindgren-filmatiseringen Mästerdetektiven lever farligt (1957).
Ester Callersten var dotter till skolläraren Karl Albert Johansson och Amanda Emilia Svensdotter. En bror till henne, Folke Callersten, var kyrkoherde i Norrköping.